# COREMU
COREMU (zkratka pro "CORe EMUlator") je otevřený paralelní emulační framework, odvozený ze sekvenčního emulátoru QEMU.
Program COREMU vytváří v počítači virtuální stroj, který emuluje CPU pomocí dynamického binárního překladu a poskytuje množinu modelů zařízení, umožňujících běh širokého spektra operačních systémů. COREMU je fork emulátoru QEMU, změnou pouze 2500 a přidáním pouze 2700 řádků kódu (LOCs) tenké knihovny (frameworku), a umožňuje vysoce efektivní paralelní emulaci. Příslušné změny umožňují na mnohojádrových strojích poskytovat vyšší výkon, než mateřský QEMU.
Zatímco QEMU selhává při emulaci 32-jádrového CPU, tak COREMU je schopno emulovat až 255 procesorových jader. Navíc, COREMU dosahuje 20násobného zrychlení při emulaci 16-jádrového CPU při režii 1% z procesorového výkonu.
Každé jádro používá oddělenou instanci modifikovaného QEMU binárního překládacího stroje, s tenkým knihovním rámcem (frameworkem) pro řízení mezijádrové a mezihardwarové komunikace a synchronizace.

## REEMU
REEMU je vylepšením předchozího COREMU frameworku, který používá odlišný softwarový algoritmus, než COREMU. Zavádí schopnost deterministického chování emulátoru celého systému. Přináší nový, efektivní a škálovatelný algoritmus. Na rozdíl od sekvenčních emulátorů je REEMU vhodný i pro testování výkonnostních parametrů vícethreadového software.